# Literarna kritika
Literarna kritika (književna kritika, literarna ocena, literarna recenzija) je publicistična dejavnost, ki opisuje, analizira, interpretira, uvršča in vrednoti nova knjižna leposlovna dela. Objavljajo jo literarne in kulturne revije, dnevno časopisje v literarnih rubrikah, radio, televizija in internet.
brez ostre kritike ni upati izverstnega dela nikjer
z boječnostjo pred kritiko i sami kažemo, da nam je vse enako, naj se piše kakor hoče, da se le piše; bodo uže zanamci popravljali! (Fran Levstik, Napake slovenskega pisanja, Novice 1858)
Izbora in zdrave kritike nam je treba. Pri nas in sploh v vsem neruskem slovanstvu je kritika še slabo razvita. Četudi se tiska leto na leto več, literaturna kritika v obče le bolj šteje in poroča, ko ocenjuje. (Fran Celestin, Naše obzorje, Ljubljanski zvon 1883, 325)

## Naloge in vrste literarne kritike
Literarna kritika vzpostavlja in usmerja zveze med tekstom in občinstvom, odkriva vrednosti in slabosti besedila. Z analizo skuša pokazati vzroke njegove (ne)učinkovitosti. Zato je odgovorna na eni strani pisatelju, ki ga lahko spodbuja ali svari, ter na drugi bralcu, ki ga spodbuja h kritičnemu odnosu do literarnega besedila.
Pomembna za kritiko je sposobnost ustreznega podoživetja umetnine, izdelan okus, sposobnost izražanja in prepričevanja, pa tudi zgodovinska in literarnoteoretska razgledanost. 
Kritika se je skozi zgodovino pojavljala v različnih oblikah: v verzu, kot impresionističen esej, v pismih, kot recenzija ali kot objektivna strokovna analiza. Slednja se odpoveduje osebnemu okusu in se skuša ravnati po splošno sprejetih družbenih merilih. Glede na filozofsko in nazorsko zaledje ločimo normativno, impresionistično, imanentno, marksistično, katoliško, liberalsko, fenomenološko, eksistencialistično, ontološko, bitnozgodovinsko, poststrukturalistično ... kritiko. 

## Literarna kritika v razmerju do literarne vede
Za razliko od literarne teorije in zgodovine se literarna kritika ukvarja načeloma s po enim besedilom, po možnosti kmalu po objavi. Tekst priporoča v branje ali ga zavrača in ga uvršča. Literarna kritika je del literarne scene in stalna spremljevalka sočasne literature.
Literarna kritika in literarna teorija pogosto uporabljata enake izraze za opisovanje enakih konceptov. Nekateri kritiki razumejo literarno kritiko kot praktično vejo literarne teorije, ki se ukvarja s konkretnimi literarnimi deli, medtem ko je literarna teorija bolj splošna in abstraktna. 
| Literarna veda                                 | Literarna kritika                                         |
| ---------------------------------------------- | --------------------------------------------------------- |
| Ima za predmet korpus tekstov                  | Ima za predmet en tekst                                   |
| Obravnava starejša besedila                    | Obravnava sveže izšla besedila                            |
| Je vrednostno nevtralna                        | Vrednoti                                                  |
| Funkcija njenega diskurza je opis              | Njena funkcija je reklama                                 |
| Pozorna je na skupne značilnosti besedil       | Išče specifiko teksta, to kar ga ločuje od drugih         |
| Napisana je v strokovnem jeziku                | Jezik je publicistični ali umetnostni                     |
| Daje definicije                                | Ne daje definicij                                         |
| Objavljena je v strokovni periodiki ali knjigi | Objavljena je v dnevnem časopisju in v literarnih revijah |

## Teme literarne kritike
Pozorna je na literarni žanr (vrsto, tip), na modni časovni stil (npr. postmodernizem). Njena naloga je tekst uvrstiti v enega izmed literarnih modelov. Zanima jo kompozicija (povezanost med deli teksta), stil oz. jezik (razumljivost, pravopis, besedje, dikcija), posamezne literarne ravnine: v pripovedni prozi zgodba in osebe v njej, motivi, situacije. Sprašuje se, na kakšnega bralca je računal avtor – množičnega ali elitnega. Z njim je mogoče objektivno argumentirati vrednostno sodbo: zakaj naj bi delo bralca zanimalo ali odvračalo.
Pomemben je tudi sam avtor, ki ga kritika bodisi povzdigne bodisi sesuje. Tekst primerja s prejšnjimi avtorjevimi deli in ugotavlja njegov osebni razvoj, stagniranje ali padec.
Kritika ni občutljiva do vseh besedil enako. Ambiciozni teksti, ki računajo na vpis v literarno zgodovino, so deležni budne pozornosti, preprostejšemu branju namenjeni teksti v večjih nakladah pa se morajo zadovoljiti s slučajno oceno. 
Od literarne kritike se je osamosvojila gledališka kritika. Razen leposlovnih poznamo tudi strokovne kritike. To so strokovna ali znanstvena besedila, ki imajo za predmet druga strokovna besedila. Skozi strokovno kritiko literarna veda premišljuje o sami sebi, o svojih metodah, področjih in smereh ter opravlja kontrolo nad svojimi postopki.

## Recenzija
Je običajno skromnejša oblika kritike. Zahtevajo jo založbe, ker je pogoj za pridobitev državne subvencije. Deli teh ocen so uporabljeni za reklamni tekst na zavihku knjige ali na zadnji strani platnic, saj je obvezni del take recenzije pohvala in priporočilo za podporo. Vrednote, ki jih recenzije pred izidom naštevajo, so: nacionalni, znanstveni ali kulturni dolg, ki ga knjiga izpolnjuje, izdelanost izraza, ki ni konfekcijski in zato ne more računati na prav široko bralsko publiko, pristnost avtorjevega doživetja in njegova neprizanesljiva kritičnost ali samorefleksija, družbena koristnost in aktualnost teme, ki jo obdeluje, ipd. Poglavja recenzije so podobna tistim pri kritiki: podatki o avtorju in njegovih objavah, uvrstitev v čas, smer, slog, avtorjeve inovacije v tem okviru, sklep z oceno ali priporočilom za natis ali branje. Recenzija presoja literarno delo glede na predvidenega bralca.

## Zgodovina
Slovenska literarna kritika se začne konec 18. stoletja pod Zoisovim književnim mentorstvom. Njegova pisma Valentinu Vodniku (1794–1795) lahko štejemo za prvo slovensko literarno kritiko. Bolj se je kritika razvila v romantiki, spodbuden je bil izid Prešernovih Poezij leta 1846.

### Pregled pomembnih ocen in kritik v 19. stoletju[1]
- dve oceni Vodnikovih Pesmi za pokušino je napisal Ivan Anton Zupančič v Laibacher Wochenblatt (1806) in v Neue Annalen der Literatur des österreichischen Kaiserthumes (1808)
- kritiko Prešernovih Poezij sta napisala Jožef Babnik (pod psevdonimom Buchenhain), v Illyrisches Blatt (1847) in Franc Malavašič v Bleiweisovih Novicah
- oceno zbirke Pesmi Frana Levstika je napisal Karl Dežman (ohranjena le v rokopisu)
- kritiki Pesmi Simona Jenka sta zapisala Luka Svetec v Novicah (1865) in Fran Levstik v obliki satiričnega soneta v Mladiki (1868), nastal je tudi Stritarjev, esej z naslovom Simon Jenko
- kritike Stritarjevih Pesmi so napisali Josip Jurčič v Slovenskem narodu (1869), Karl Dežman v Laibacher Tagblatt (1869) in Anton Bonaventura Jeglič v Zgodnji danici (1871)
- kritike Gregorčičevih Poezij so napisali Fran Levec v Ljubljanskem zvonu (1882), Janko Pajk, v Kresu (1882) in Anton Mahnič (verjetno najobsežnejša slovenska literarna kritika) v Slovencu (1884)
- kritike Aškerčevih Balad in romanc so napisali Anton Mahnič v Rimskem katoliku (1890) Janko Kersnik, v Ljubljanskem zvonu (1890) in Fran Celestin, v Slovenskem svetu (1891)
- kritike Cankarjeve Erotike in Župančičeve Čaše opojnosti so pisali Fran Govekar v Slovenskem narodu (1899), Evgen Lampe v Katoliškem zborniku (1899), Aleš Ušeničnik v Katoliškem zborniku (1900), Etbin Kristan v Slovenki in Rdečem praporu (1899) ter Anton Aškerc v Ljubljanskem zvonu (1899), samo o Čaši opojnosti sta pisala Miljutin Zarnik v Slovenskem narodu (1899) in Ivan Robida v Slovenskem narodu (1899), samo o Cankarjevi Erotiki je pisal Vladimir Levec v Slovenskem narodu (1899)

### Slovenski literarni kritiki prve polovice 20. stoletja
Prvo ime slovenske literarne kritike med prvo in drugo svetovno vojno je Josip Vidmar, ki je med 1925 in 1927 urejal revijo Kritika. Drugi redni spremljevalci literarnega življenja so bili Leopold Lenard, France Koblar, Andrej Budal, France Vodnik, Božidar Borko, Lino Legiša. Izidi knjig pomembnejših ustvarjalcev (npr. Ivan Cankar, Ivan Pregelj, Vladimir Bartol) so bili deležni redne kritiške spremljave v več časopisih hkrati. Kritike do leta 1945 so popisane v prvi in drugi knjigi Bibliografije rasprava, članaka i književnih radova.

### Slovenski literarni kritiki druge polovice 20. stoletja
Filip Kalan, Boris Ziherl, Joža Mahnič, Dušan Moravec, Jože Šifrer, Bojan Štih, Alojz Rebula, František Benhart, Herbert Grün, Mirko Zupančič, Vasja Predan, Taras Kermauner, Primož Kozak, Vital Klabus, Jože Snoj, Janko Kos, Niko Grafenauer, Andrej Inkret, Aleš Berger, Dimitrij Rupel, Aleksander Zorn, Andrej Medved, Denis Poniž, Drago Bajt, Peter Kolšek, Meta Kušar, Igor Bratož, Aleš Debeljak, Mitja Mejak, Matej Bogataj, Tea Štoka, Matevž Kos, Brane Senegačnik. 
Pomemben predmet kritiških soočanj je bil izid novel Edvarda Kocbeka Strah in pogum leta 1952. 
Kritiki z večjim opusom so svoje ocene ponatiskovali v knjigah, najpogosteje v zbirki Razpotja pri mariborski založbi Obzorja (1962–2004) in v zbirki Novi pristopi pri KUD Literatura. Revije, v katerih so literarni kritiki objavljali: Mladinska revija, Beseda, Revija 57, Perspektive, ¸Literatura, Sodobnost, Mentor, Mladina.

### Mladi literarni kritiki
Taja Kramberger, Urban Vovk, Lucija Stepančič, Tina Kozin, Brane Senegačnik, Barbara Jurša, Gaja Kos, Katja Perat, Gabriela Babnik.

## Literarna kritika drugod
V angleščini je literarna kritika (literary criticism) sinonim za literarno vedo, v ruščini in italijanščini pa je v sorodstvu z literarno dejavnostjo (na meji med literaturo in znanostjo). Slovensko razumevanje literarne kritike kot publicistične aktivnosti, ki se zgleduje pri literarni teoriji, vendar ne spada v literarno vedo, je sorodno nemškemu razumevanju.